# Bursera lunanii
Bursera lunanii är en tvåhjärtbladig växtart som först beskrevs av Spreng. och fick sitt nu gällande namn av Charles Dennis Adams & Dandy och G.R. Proctor.
Bursera lunanii ingår i släktet Bursera och familjen Burseraceae. Inga underarter finns listade i Catalogue of Life.